# WTA-toernooi van Adelaide
Het WTA-toernooi van Adelaide was in de twintigste eeuw een onregelmatig terugkerend tennistoernooi voor vrouwen dat in 2020 op jaarlijkse basis werd hervat. Het was in 2020 onderdeel van het tennistoernooi van Adelaide en wordt georganiseerd in de Australische stad Adelaide. De officiële naam van het toernooi was in de twintigste eeuw overwegend South Australian Championships, in 1988 Southern Cross Classic en in de 2020-hervatting Adelaide International.
Het toernooi wordt georganiseerd door de WTA. De editie in 1988 viel in de laagste categorie; Tier V; in 2020 viel het in de categorie Premier; in 2021 was dit gewijzigd in WTA 500. De eerste versie was in 1953. Tot en met 1980 werd gespeeld op gras, in 1988 en sinds 2020 op hardcourt. Er wordt zowel in het enkelspel als in het dubbelspel gespeeld.
Vanaf 1974 tot en met 2008 speelden de mannen op dezelfde locatie het ATP-toernooi van Adelaide. Dat toernooi werd in 2009 opgevolgd door het ATP-toernooi van Brisbane. In 2020 speelden de mannen toch weer in Adelaide; in 2021 echter niet. In 2022 werden twéé achtereenvolgende vrouwentoernooien georganiseerd; en de mannen waren er ook weer. In 2023 gebeurde dit evenzo. In 2024 werd teruggekeerd naar één toernooi in Adelaide, samen met de mannen.

## Officiële namen
Het toernooi kende meerdere namen:
- 1953–1976: South Australian Championships
- 1978: South Australian Open[1]
- 1979: South Australia Classic[2]
- 1980: South Australian Open[3]
- 1988: Southern Cross Classic[4]
- 2020–heden: Adelaide International

## Enkel- en dubbelspeltitel in één jaar
| speelster      | in het jaar |
| -------------- | ----------- |
| Ashleigh Barty | 2022        |

## Finales

### Enkelspel
| Datum             | Naam                     | Cat.          | ($)           | Ondergrond        | Winnares         | Verliezend finaliste | Uitslag        |               |
| ----------------- | ------------------------ | ------------- | ------------- | ----------------- | ---------------- | -------------------- | -------------- | ------------- |
| 1953-01-19        | South Australian Champ's |               |               | gras, buiten      | Maureen Connolly | Julia Sampson        | 6-2, 6-3       |               |
| 1954-01-02        | South Australian Champ's |               |               | gras, buiten      | Jenny Staley     | Helen Angwin         | 6-4, 4-6, 6-4  |               |
| 1955-01-02        | South Australian Champ's |               |               | gras, buiten      | Jenny Staley     | Fay Muller           | 7-5, 6-2       |               |
| 1956-01-02        | South Australian Champ's |               |               | gras, buiten      | Fay Muller       | Marie Martin         | 6-2, 8-6       |               |
| 1956-11-22        | South Australian Champ's |               |               | gras, buiten      | Althea Gibson    | Shirley Fry          | 8-6, 7-5       |               |
| 1957-11-21        | South Australian Champ's |               |               | gras, buiten      | Angela Mortimer  | Lorraine Coghlan     | 7-5, 6-3       |               |
| 1958-11-06        | South Australian Champ's |               |               | gras, buiten      | Sandra Reynolds  | Jan Lehane           | 6-4, 6-2       |               |
| 1959              | geen toernooi            | geen toernooi | geen toernooi | geen toernooi     | geen toernooi    | geen toernooi        | geen toernooi  | geen toernooi |
| 1960-01-06        | South Australian Champ's |               |               | gras, buiten      | Maria Bueno      | Christine Truman     | 6-1, 6-1       |               |
| 1961-01-05        | South Australian Champ's |               |               | gras, buiten      | Margaret Smith   | Jan Lehane           | 6-3, 6-0       |               |
| 1961-11-19        | South Australian Champ's |               |               | gras, buiten      | Margaret Smith   | Darlene Hard         | 6-4, 5-7, 6-4  |               |
| 1962-11-11        | South Australian Champ's |               |               | gras, buiten      | Margaret Smith   | Christine Truman     | 6-1, 6-2       |               |
| 1963-11-18        | South Australian Champ's |               |               | gras, buiten      | Margaret Smith   | Jan Lehane           | 6-3, 6-1       |               |
| 1964-12-26        | South Australian Champ's |               |               | gras, buiten      | Gail Sherriff    | Billie Jean Moffitt  | 2-6, 6-4, 6-1  |               |
| 1965-12-08        | South Australian Champ's |               |               | gras, buiten      | Nancy Richey     | Lesley Turner        | 8-6, 6-2       |               |
| 1966-12-08        | South Australian Champ's |               |               | gras, buiten      | Lesley Turner    | Kerry Melville       | 6-2, 6-4       |               |
| 1967-12-11        | South Australian Champ's |               |               | gras, buiten      | Judy Tegart      | Billie Jean King     | 4-6, 6-1, 6-4  |               |
| ↓ open tijdperk ↓ |                          |               |               |                   |                  |                      |                |               |
| 1968-11-23        | South Australian Champ's |               |               | gras, buiten      | Karen Krantzcke  | Lesley Hunt          | 4-6, 9-7, 6-1  |               |
| 1969-12-28        | South Australian Champ's |               |               | gras, buiten      |                  |                      | regen          |               |
| 1970-12-20        | South Australian Champ's |               |               | gras, buiten      | Olga Morozova    | Kristien Kemmer      | 6-4, 4-6, 9-7  |               |
| 1971              | geen toernooi            | geen toernooi | geen toernooi | geen toernooi     | geen toernooi    | geen toernooi        | geen toernooi  | geen toernooi |
| 1972-01-19        | South Australian Champ's |               |               | gras, buiten      | Evonne Goolagong | Olga Morozova        | 7-6, 6-3       |               |
| 1972-12-11        | South Australian Champ's |               |               | gras, buiten      | Evonne Goolagong | Kerry Harris         | 6-1, 6-2       |               |
| 1973-11-19        | South Australian Champ's |               |               | gras, buiten      | Janet Young      | Dianne Fromholtz     | 7-5, 6-1       |               |
| 1974-12-02        | South Australian Champ's |               |               | gras, buiten      | Olga Morozova    | Evonne Goolagong     | 7-6, 2-6, 6-2  |               |
| 1975-12-01        | South Australian Champ's |               |               | gras, buiten      | Sue Barker       | Helga Masthoff       | 6-2, 6-1       |               |
| 1976-11-30        | South Australian Champ's |               |               | gras, buiten      | Chris O'Neil     | Nerida Gregory       | 3-6, 6-4, 6-0  |               |
| 1977              | geen toernooi            | geen toernooi | geen toernooi | geen toernooi     | geen toernooi    | geen toernooi        | geen toernooi  | geen toernooi |
| 1978-12-11        | South Australian Open    |               | 50.000        | gras, buiten      | Kerry Reid       | Beth Norton          | 7-5, 6-7, 6-1  | [ 1 ]         |
| 1979-12-10        | South Australia Classic  |               | 50.000        | gras, buiten      | Hana Mandlíková  | Virginia Ruzici      | 7-5, 2-2, opg. | [ 2 ]         |
| 1980-12-08        | South Australian Open    |               | 125.000       | gras, buiten      | Hana Mandlíková  | Sue Barker           | 6-2, 6-4       | [ 3 ]         |
| 1981–1987         | geen toernooi            | geen toernooi | geen toernooi | geen toernooi     | geen toernooi    | geen toernooi        | geen toernooi  | geen toernooi |
| 1988-11-28        | Southern Cross Classic   | Tier V        | 100.000       | hardcourt, buiten | Jana Novotná     | Jana Pospíšilová     | 7-5, 6-4       | [ 6 ]         |
| 1989–2019         | geen toernooi            | geen toernooi | geen toernooi | geen toernooi     | geen toernooi    | geen toernooi        | geen toernooi  | geen toernooi |
| 2020-01-13        | Adelaide International   | Premier       | 848.000       | hardcourt, buiten | Ashleigh Barty   | Dajana Jastremska    | 6-2, 7-5       | details       |
| 2021-02-22        | Adelaide International   | WTA 500       | 535.530       | hardcourt, buiten | Iga Świątek      | Belinda Bencic       | 6-2, 6-2       | details       |
| 2022-01-03        | Adelaide International   | WTA 500       | 703.580       | hardcourt, buiten | Ashleigh Barty   | Jelena Rybakina      | 6-3, 6-2       | details       |
| 2022-01-10        | Adelaide International   | WTA 250       | 239.477       | hardcourt, buiten | Madison Keys     | Alison Riske         | 6-1, 6-2       | details       |
| 2023-01-01        | Adelaide International   | WTA 500       | 826.837       | hardcourt, buiten | Aryna Sabalenka  | Linda Nosková        | 6-3, 7-6       | details       |
| 2023-01-09        | Adelaide International   | WTA 500       | 780.637       | hardcourt, buiten | Belinda Bencic   | Darja Kasatkina      | 6-0, 6-2       | details       |
| 2024-01-08        | Adelaide International   | WTA 500       | 922.573       | hardcourt, buiten | Jeļena Ostapenko | Darja Kasatkina      | 6-3, 6-2       | details       |
| 2025-01-06        | Adelaide International   | WTA 500       | 1.064.510     | hardcourt, buiten | Madison Keys     | Jessica Pegula       | 6-3, 4-6, 6-1  | details       |

### Dubbelspel
| Datum             | Naam                          | Cat.          | ($)           | Ondergrond        | Winnaressen                         | Verliezend finalistes                       | Uitslag          |               |
| ----------------- | ----------------------------- | ------------- | ------------- | ----------------- | ----------------------------------- | ------------------------------------------- | ---------------- | ------------- |
| 1953-01-19        | South Australian Champ's      |               |               | gras, buiten      | Maureen Connolly Julia Sampson      | Helen Angwin Gwen Thiele                    | 6-4, 6-1         |               |
| 1954-01-02        | South Australian Champ's      |               |               | gras, buiten      | Loris Nichols Norma Ellis           | Gwen Thiele Helen Angwin                    | 6-1, 9-7         |               |
| 1955-01-02        | South Australian Champ's      |               |               | gras, buiten      | Loris Nichols Norma Ellis           | Jenny Staley Elizabeth Orton                | 6-4, 6-4         |               |
| 1956-01-02        | South Australian Champ's      |               |               | gras, buiten      | Fay Muller Daphne Seeney            | Marie Martin Loris Nichols                  | 4-6, 6-2, 6-2    |               |
| 1956-11-22        | South Australian Champ's      |               |               | gras, buiten      | Althea Gibson Shirley Fry           | Lorraine Coghlan Margaret Hellyer           | 6-1, 6-2         |               |
| 1957-11-21        | South Australian Champ's      |               |               | gras, buiten      | Angela Mortimer Daphne Seeney       | Marie Martin Dulcie Young                   | 6-3, 6-2         |               |
| 1958-11-06        | South Australian Champ's      |               |               | gras, buiten      | Sandra Reynolds Renée Schuurman     | Lorraine Coghlan Mary Carter-Reitano        | 6-4, 6-3         |               |
| 1959              | geen toernooi                 | geen toernooi | geen toernooi | geen toernooi     | geen toernooi                       | geen toernooi                               | geen toernooi    | geen toernooi |
| 1960-01-06        | South Australian Champ's      |               |               | gras, buiten      | Maria Bueno Christine Truman        | Margaret Smith Beverley Rae                 | 7-5, 6-4         |               |
| 1961-01-05        | South Australian Champ's      |               |               | gras, buiten      | Jan Lehane Margaret Smith           | Robyn Ebbern Madonna Schacht                | 6-4, 6-1         |               |
| 1961-11-19        | South Australian Champ's      |               |               | gras, buiten      | Robyn Ebbern Margaret Smith         | Jan Lehane Lesley Turner                    | 5-7, 6-2, 6-3    |               |
| 1962-11-11        | South Australian Champ's      |               |               | gras, buiten      | Robyn Ebbern Margaret Smith         | Madonna Schacht Christine Truman            | 6-2, 6-2         |               |
| 1963-11-18        | South Australian Champ's      |               |               | gras, buiten      | Robyn Ebbern Margaret Smith         | Jan Lehane Lesley Turner                    | 6-1, 6-2         |               |
| 1964-12-26        | South Australian Champ's      |               |               | gras, buiten      | Robyn Ebbern Billie Jean Moffitt    | Gail Sherriff Carol Sherriff                | 6-1, 6-2         |               |
| 1965-12-08        | South Australian Champ's      |               |               | gras, buiten      | Judy Tegart Lesley Turner           | Elizabeth Fenton Madonna Schacht            | 7-5, 6-2         |               |
| 1966-12-08        | South Australian Champ's      |               |               | gras, buiten      | Judy Tegart Lesley Turner           | Rosie Casals Nancy Richey                   | 7-5, 6-4         |               |
| 1967-12-11        | South Australian Champ's      |               |               | gras, buiten      |                                     |                                             |                  |               |
| ↓ open tijdperk ↓ |                               |               |               |                   |                                     |                                             |                  |               |
| 1968-11-23        | South Australian Champ's      |               |               | gras, buiten      | Karen Krantzcke Kerry Melville      | Lesley Hunt Judy Tegart                     | 6-1, 6-2         |               |
| 1969-12-28        | South Australian Champ's      |               |               | gras, buiten      | Karen Krantzcke Kerry Melville      | Kerry Harris Winnie Shaw                    | regen            |               |
| 1970-12-20        | South Australian Champ's      |               |               | gras, buiten      | Kerry Harris Olga Morozova          | Patti Hogan Sharon Walsh                    | 8-6, 6-8, 6-3    |               |
| 1971              | geen toernooi                 | geen toernooi | geen toernooi | geen toernooi     | geen toernooi                       | geen toernooi                               | geen toernooi    | geen toernooi |
| 1972-01-19        | South Australian Champ's      |               |               | gras, buiten      | Evonne Goolagong Olga Morozova      | Kerry Hogarth Marilyn Tesch                 | 6-3, 6-0         |               |
| 1972-12-11        | South Australian Champ's      |               |               | gras, buiten      | Jevgenia Birjoekova Janet Young     | Evonne Goolagong Helen Gourlay              | 6-3, 6-2         |               |
| 1973-11-19        | South Australian Champ's      |               |               | gras, buiten      | Janet Fallis Janet Young            | Jenny Dimond Dianne Fromholtz               | 7-6, 6-3         |               |
| 1974-12-02        | South Australian Champ's      |               |               | gras, buiten      | Evonne Goolagong Peggy Michel       | Martina Navrátilová Kazuko Sawamatsu        | 6-3, 4-6, 7-5    |               |
| 1975-12-01        | South Australian Champ's      |               |               | gras, buiten      | Sue Barker Michelle Tyler           | Kym Ruddell Janet Young                     | 7-5, 6-3         |               |
| 1976-11-30        | South Australian Champ's      |               |               | gras, buiten      | Nerida Gregory Rosalyn McCann       | Elizabeth Little Keryn Pratt                | 6-3, 6-2         |               |
| 1977              | geen toernooi                 | geen toernooi | geen toernooi | geen toernooi     | geen toernooi                       | geen toernooi                               | geen toernooi    | geen toernooi |
| 1978-12-11        | South Australian Open         |               | 50.000        | gras, buiten      | Lesley Hunt Sharon Walsh            | Ilana Kloss Marise Kruger                   | 6-2, 6-2         | [ 1 ]         |
| 1979-12-10        | Berri South Australia Classic |               | 50.000        | gras, buiten      | Hana Mandlíková Virginia Ruzici     | Sue Barker Pam Shriver                      | 2-6, 6-4, 6-4    | [ 2 ]         |
| 1980-12-08        | National Panasonic Open       |               | 125.000       | gras, buiten      | Pam Shriver Betty Stöve             | Sue Barker Sharon Walsh                     | 6-4, 6-3         | [ 3 ]         |
| 1981–1987         | geen toernooi                 | geen toernooi | geen toernooi | geen toernooi     | geen toernooi                       | geen toernooi                               | geen toernooi    | geen toernooi |
| 1988-11-28        | Southern Cross Classic        | Tier V        | 100.000       | hardcourt, buiten | Sylvia Hanika Claudia Kohde-Kilsch  | Lori McNeil Jana Novotná                    | 7-5, 6-7, 6-4    | [ 6 ]         |
| 1989–2019         | geen toernooi                 | geen toernooi | geen toernooi | geen toernooi     | geen toernooi                       | geen toernooi                               | geen toernooi    | geen toernooi |
| 2020-01-13        | Adelaide International        | Premier       | 848.000       | hardcourt, buiten | Nicole Melichar Xu Yifan            | Gabriela Dabrowski Darija Jurak             | 2-6, 7-5, [10-5] | details       |
| 2021-02-22        | Adelaide International        | WTA 500       | 535.530       | hardcourt, buiten | Alexa Guarachi Desirae Krawczyk     | Hayley Carter Luisa Stefani                 | 6-7, 6-4, [10-3] | details       |
| 2022-01-03        | Adelaide International        | WTA 500       | 703.580       | hardcourt, buiten | Ashleigh Barty Storm Sanders        | Darija Jurak-Schreiber Andreja Klepač       | 6-1, 6-4         | details       |
| 2022-01-10        | Adelaide International        | WTA 250       | 239.477       | hardcourt, buiten | Eri Hozumi Makoto Ninomiya          | Tereza Martincová Markéta Vondroušová       | 1-6, 7-6, [10-7] | details       |
| 2023-01-01        | Adelaide International        | WTA 500       | 826.837       | hardcourt, buiten | Asia Muhammad Taylor Townsend       | Storm Hunter Kateřina Siniaková             | 6-2, 7-6         | details       |
| 2023-01-09        | Adelaide International        | WTA 500       | 780.637       | hardcourt, buiten | Luisa Stefani Taylor Townsend       | Anastasija Pavljoetsjenkova Jelena Rybakina | 7-5, 7-6         | details       |
| 2024-01-08        | Adelaide International        | WTA 500       | 922.573       | hardcourt, buiten | Beatriz Haddad Maia Taylor Townsend | Caroline Garcia Kristina Mladenovic         | 7-5, 6-3         | details       |
| 2025-01-06        | Adelaide International        | WTA 500       | 1.064.510     | hardcourt, buiten | Guo Hanyu Aleksandra Panova         | Beatriz Haddad Maia Laura Siegemund         | 7-5, 6-4         | details       |